# 静岡県立大学大学院食品栄養環境科学研究院附属茶学総合研究センター
静岡県立大学大学院食品栄養環境科学研究院附属茶学総合研究センター（しずおかけんりつだいがく だいがくいん しょくひんえいようかんきょうかがくけんきゅういん ふぞくちゃがくそうごうけんきゅうセンター、英語: Tea Science Center, Graduate Division of Nutritional and Environmental Sciences, University of Shizuoka）は、静岡県立大学大学院食品栄養環境科学研究院の附置機関である。

## 概要

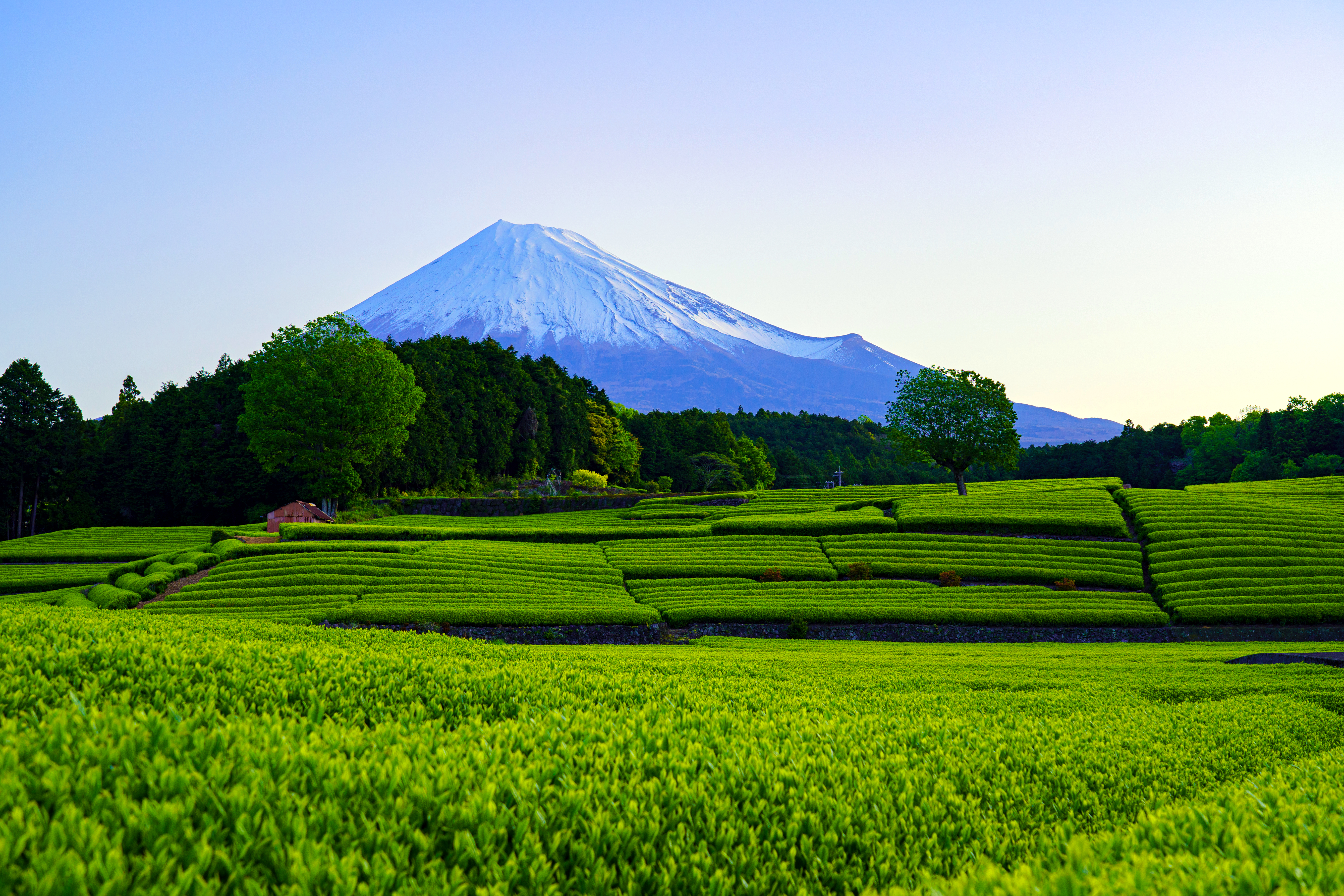
静岡県の茶園。静岡県立大学が立地する静岡県は茶の生産量が全国1位である

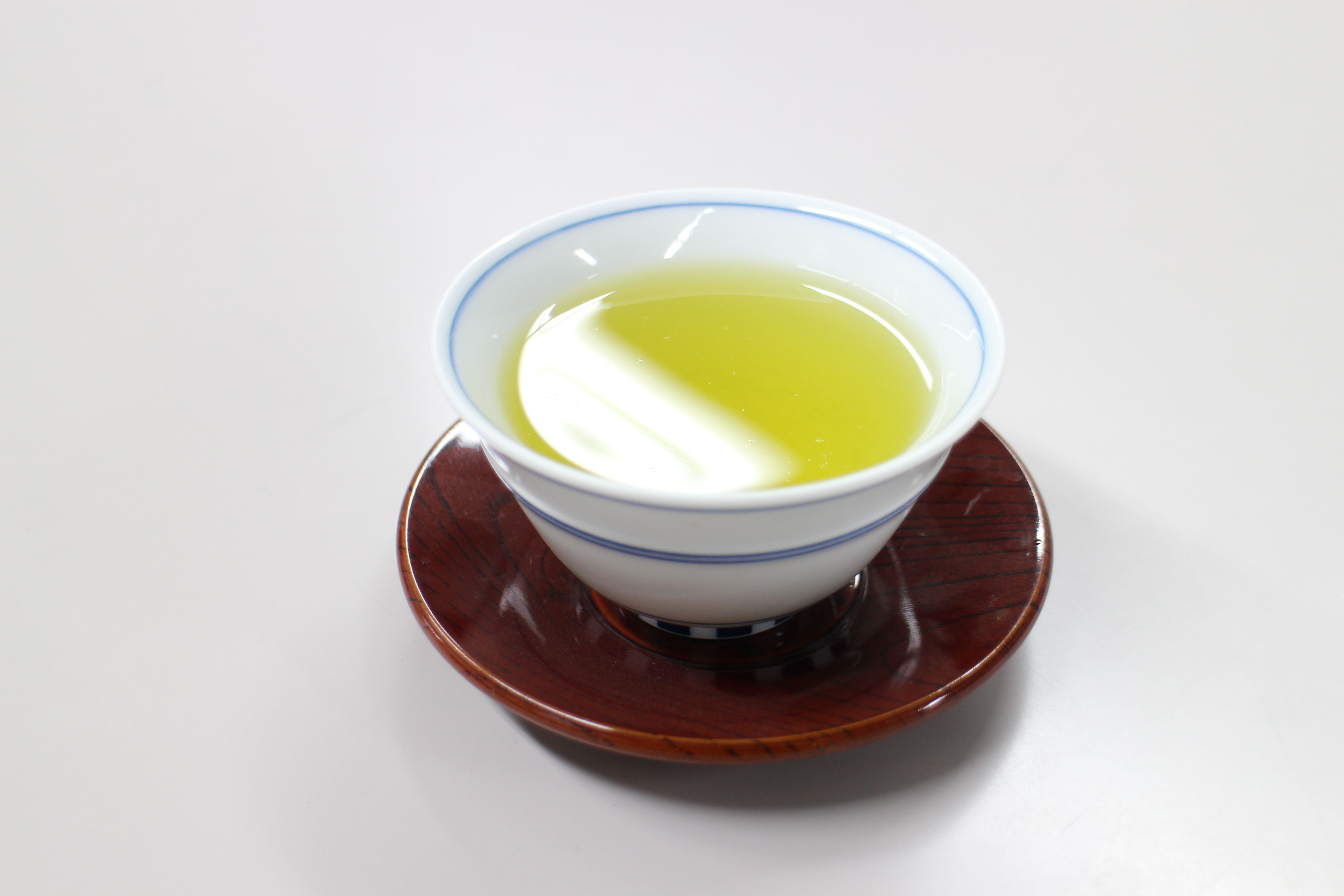
静岡県の深蒸し茶（2018年3月中旬）。静岡県立大学が立地する静岡県には茶の多様な製法が存在する

「静岡県立大学大学院食品栄養環境科学研究院附属茶学総合研究センター」は、静岡県立大学大学院の食品栄養環境科学研究院に附属して設置される研究施設の一つである。茶に関する情報を一元化するとともに、総合的に茶を研究するための施設である。静岡県立大学の草薙キャンパスに開設されている。なお、食品栄養環境科学研究院に附置されている研究施設としては、附属茶学総合研究センター以外にも附属食品環境研究センターがある。
もともと静岡県立大学では、茶学に関する教育・研究が盛んであった。静岡県立大学の立地する静岡県は茶の生産量が全国1位であり、緑茶の産地として極めて著名である。こうした背景もあり、静岡県立大学には、日本の大学として史上初めて茶に関する総合講座が開設されていた。また、ISI-トムソン・サイエンティフィックによる2001年（平成13年）～2005年（平成17年）の論文引用指数は「生態、環境学」分野で117.4であり、静岡県立大学が日本の大学・研究機関の中で3位にランクインしている。また、2002年（平成14年）～2006年（平成18年）の論文引用指数は「生態、環境学」分野で126.2に達し、静岡県立大学が日本の大学・研究機関の中で1位に輝いた。同様に2002年（平成14年）～2006年（平成18年）の「農学」分野の論文引用指数は107.3となり、静岡県立大学が日本の大学・研究機関の中で6位にランクインするなど、茶学に密接に関連する分野の研究が高く評価されている。
こうした教育・研究の蓄積を背景に、茶学を総合的に取り扱う静岡県ならではの研究施設として、附属茶学総合研究センターが発足した。なお、茶を取り扱う大学の研究施設としては、同志社大学の研究開発推進機構に置かれた「京都と茶文化研究センター」といった事例もあるが、京都と茶文化研究センターの場合は茶文化など特定の一分野に特化している。それに対して、静岡県立大学の附属茶学総合研究センターの場合は、多種多様な観点から総合的に茶を研究しており、この点が他の研究施設にはみられない特徴として挙げられる。

## 目的

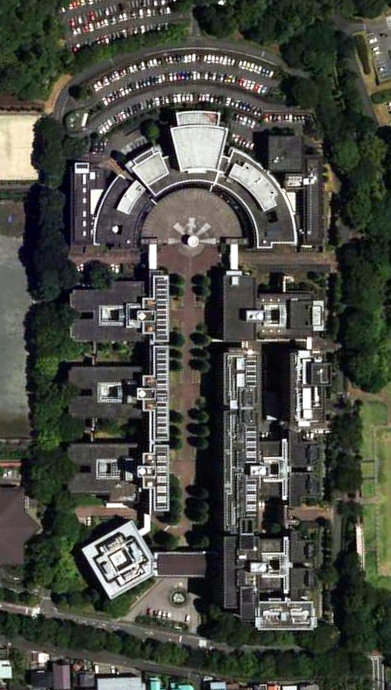
草薙キャンパスの航空写真（2020年）。静岡県立大学には多様な部局が存在し、茶に関する教育・研究がそれぞれ実施されている。半円形の広場「コミュニティプラザ」と細長い広場「ユニバーシティプラザ」を中心に各校舎が配置されており、正門（写真下部）から見て左側にはばたき棟、一般教育棟、国際関係学棟、経営情報学棟、右側に食品栄養科学棟、薬学棟、食品栄養科学二号棟、看護学棟、奥に学生ホール、講堂、図書館などが建ち並ぶ

附属茶学総合研究センターは、茶に関する研究の情報について一元化を推進し、他の機関との連携を図りつつ茶を総合的に研究することで、茶業の振興を図ることを目指している。
総合大学である静岡県立大学においては、従来より食品栄養科学部、薬学部、経営情報学部などさまざまな部局が茶に関する研究に取り組んでいた。附属茶学総合研究センターにおいては、茶に関するこれらの研究について情報の一元化を図っている。
そのうえで、附属茶学総合研究センターでは、茶の栽培加工、機能性、販売、経営手法に至るまで、幅広く総合的に研究を実施している。具体的には、発酵学研究、ゲノム解析、化学研究、生産・加工研究、マーケティング、経営研究、人材育成、茶学教育、機能性研究、疫学研究、といったさまざまな観点から研究がなされている。

## 沿革

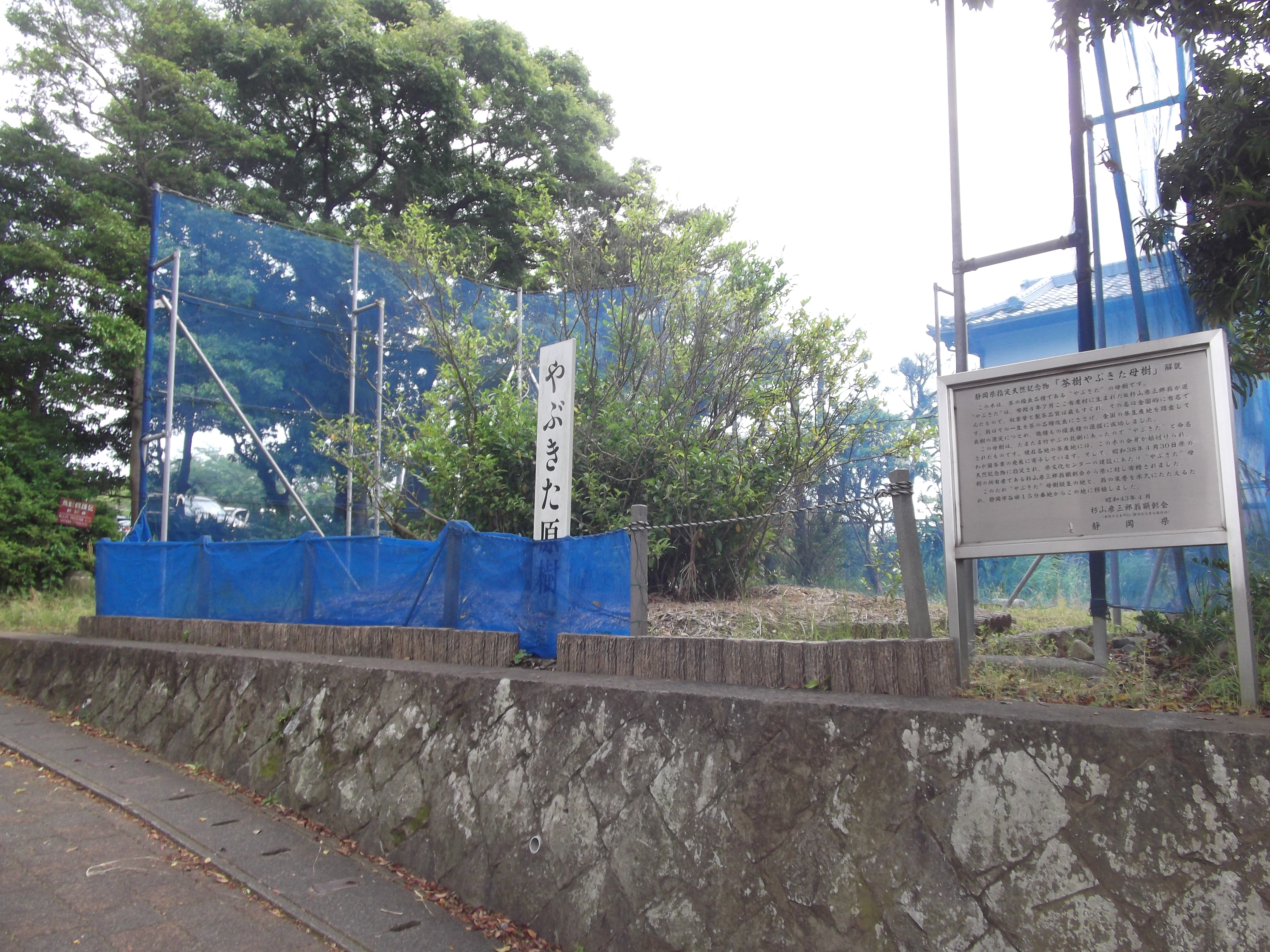
「やぶきた」の原個体（2014年5月24日）。静岡県立大学のあるムセイオン静岡に保存されている。静岡県指定天然記念物

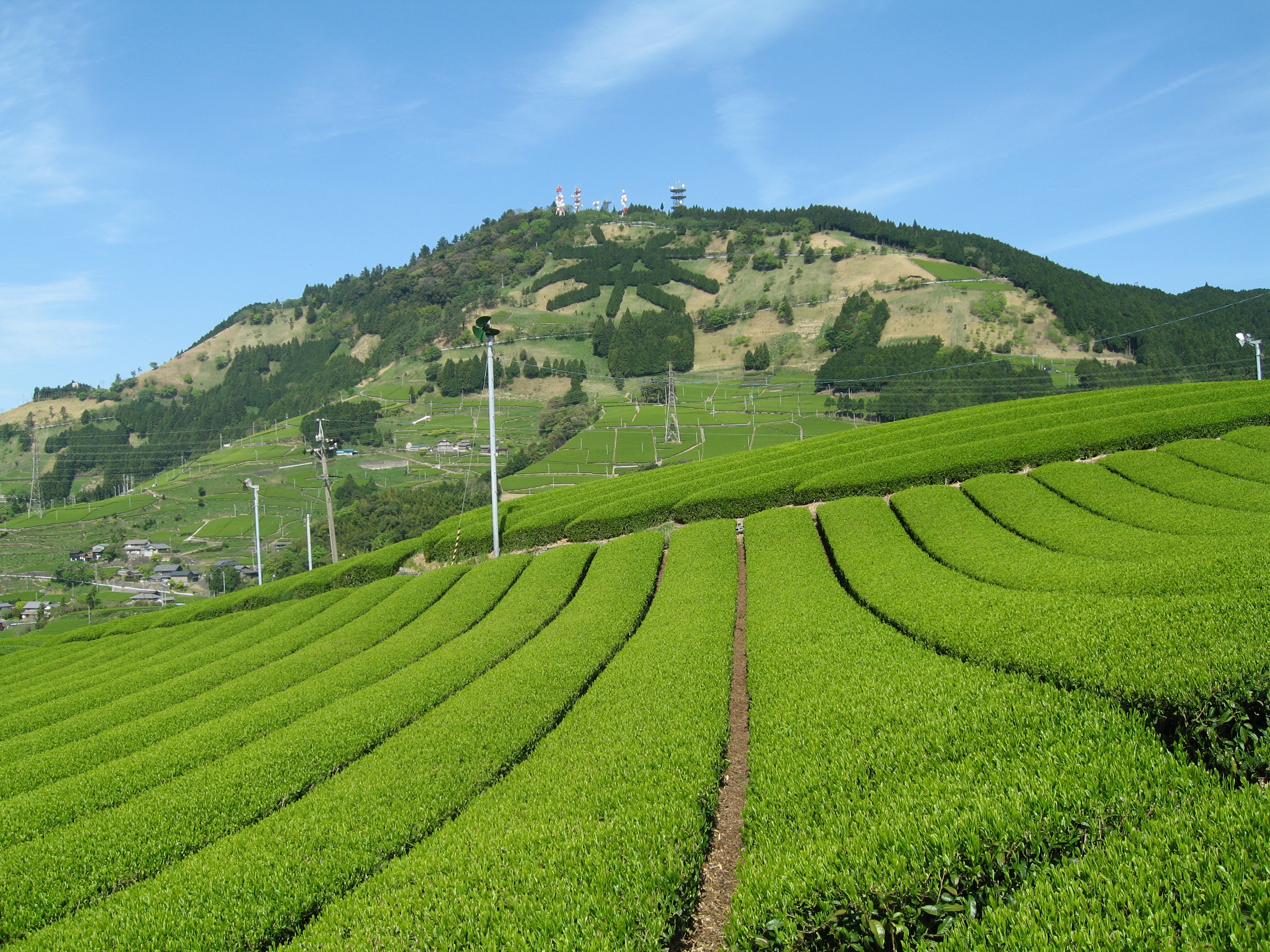
茶草場農法を用いた静岡県の茶畑（2007年4月下旬）。静岡県立大学が立地する静岡県にはチャノキの多様な栽培法が存在する

静岡県により設置・運営される静岡薬科大学、静岡女子大学、静岡女子短期大学が統合され、1987年（昭和62年）に静岡県立大学が発足した。静岡県により設置・運営される公立大学として、地元の重要産品である緑茶に関する研究も盛んに行われるようになった。全学的にも地元の重要産品を重視する姿勢を示しており、静岡県立大学の大学旗は蜜柑と緑茶にちなんで橙色と黄緑色のカラーリングが採用されている。また、静岡薬科大学のキャンパスには、さまざまな品種のチャノキが植えられていた。それを引き継いだ静岡県立大学においても、薬学部に附置される附属薬草園にてチャノキが育成されている。また、静岡県立大学のあるムセイオン静岡には「やぶきた種母樹」が保存されているが、これは日本全国に爆発的に普及したチャノキの品種である「やぶきた」の原木である。
その後、2013年（平成25年）になると静岡県立大学に「茶学総合講座」が開設された。茶に関する総合講座が大学に開設されるのは、日本の歴史上初めてのことであった。これにより、従来は部局ごとに実施されていた茶に関する研究の情報が一元化され、茶の栽培加工、機能性、販売、経営手法まで、総合的に講じられるようになった。静岡県に立地している他の大学や研究機関と積極的に連携するともに、行政機関や茶業団体とも連携を図ることで、茶業の振興を目指していた。
さらに、茶学総合講座は発展的に解消され、新たな研究施設として2014年（平成26年）4月1日に附属茶学総合研究センターが大学院の食品栄養環境科学研究院の下に設置された。初代センター長には、「山の息吹」、「つゆひかり」、「香駿」、「ゆめするが」、「おくひかり」、「さわみずか」、などのチャノキの新品種を次々開発した中村順行が就任した。
なお、静岡県立大学では、地域について学ぶ全学共通科目群として「しずおか学」を設けている。これらは文部科学省の「地（知）の拠点整備事業」への採択にともない新たに設けられた科目群である。2015年度（平成27年度）より選択必修科目として2単位以上の習得を求められることになったが、そのうちの一科目として「茶学入門」が開講されている。

## 研究

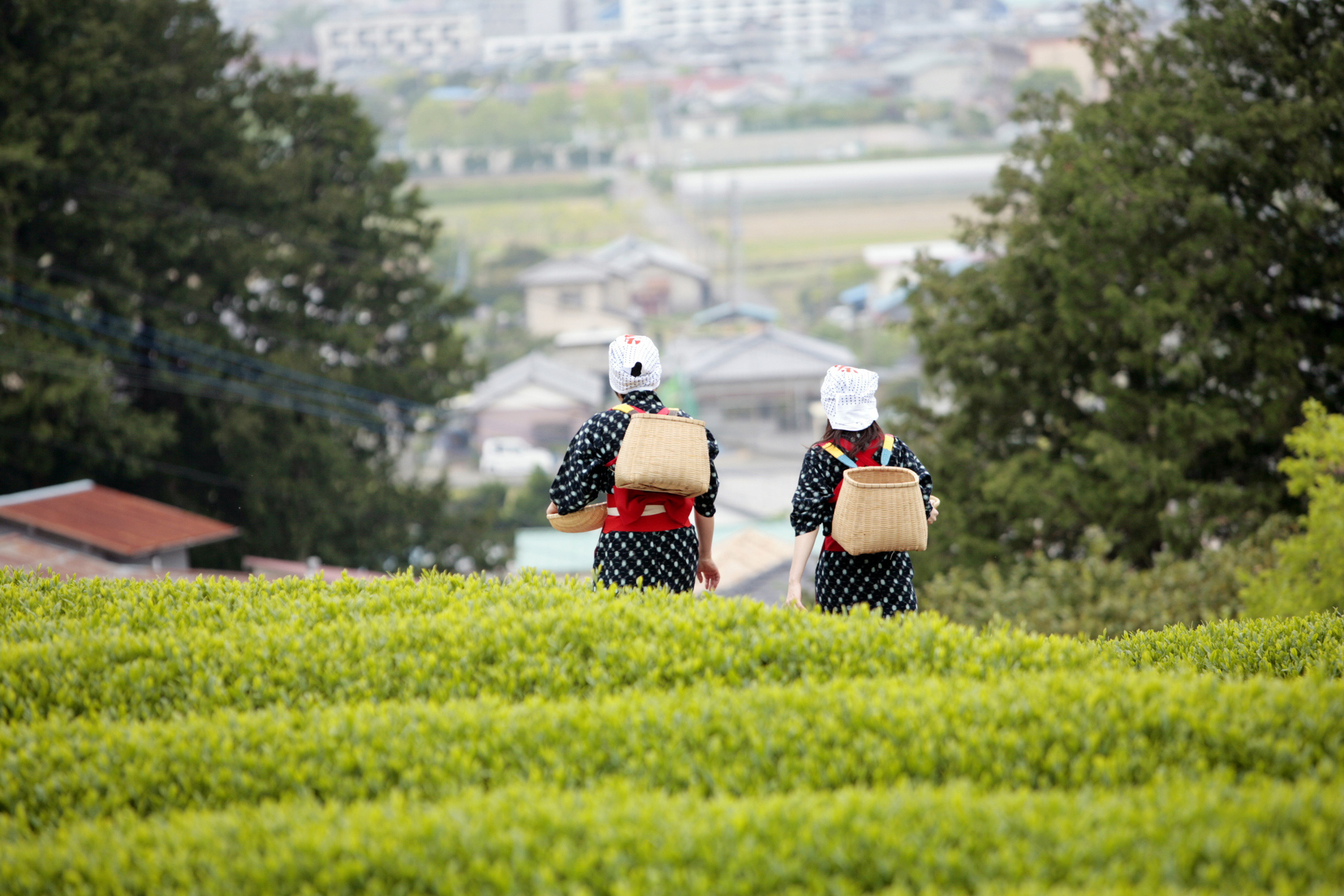
手摘みで収穫される静岡県の茶葉（2008年5月1日）。静岡県立大学が立地する静岡県には茶葉の多様な収穫法が存在する

前述のとおり、附属茶学総合研究センターでは多様な視点から幅広く総合的な研究がなされているが、それらは大きく4つの類型に分類される。
まず、緑茶の機能性の強化やさまざまな疾病に対する効能を調査する「緑茶の機能性及び疫学に関する研究」が挙げられる。次に、緑茶生産量で圧倒的上位に位置する静岡県を「茶の都」と位置づけ、この静岡県を牽引していけるような茶に関する総合的な知見を持つ人材を育成する「茶学教育と人材育成」が挙げられる。さらに、茶の品質に関する特性の評価や嗜好性の解析を通じて販売促進に関する戦略を立案する「茶葉及び茶飲料の嗜好特性の解析」が挙げられる。最後に、消費者の観点に基づいて緑茶のマーケティングに関する戦略を手掛ける「茶の高付加価値化とマーケティング」が挙げられる。
附属茶学総合研究センターと他の部局との共同研究もなされており、それらの成果に対しては学術賞なども授与されている。これらの研究業績が評価され、日本国外からも視察に訪れる者も多い。

## 略歴
- 2013年 - 静岡県立大学に茶学総合講座を開設[8]。
- 2014年 - 静岡県立大学大学院食品栄養環境科学研究院附属茶学総合研究センターを設置[5][27]。

## 歴代センター長
| 静岡県立大学大学院食品栄養環境科学研究院附属茶学総合研究センター センター長 | 静岡県立大学大学院食品栄養環境科学研究院附属茶学総合研究センター センター長 | 静岡県立大学大学院食品栄養環境科学研究院附属茶学総合研究センター センター長 | 静岡県立大学大学院食品栄養環境科学研究院附属茶学総合研究センター センター長 | 静岡県立大学大学院食品栄養環境科学研究院附属茶学総合研究センター センター長 | 静岡県立大学大学院食品栄養環境科学研究院附属茶学総合研究センター センター長 | 静岡県立大学大学院食品栄養環境科学研究院附属茶学総合研究センター センター長 |
| 代                                                                          | 氏名                                                                        | 氏名                                                                        | 就任日                                                                      | 退任日                                                                      | 主要な経歴                                                                  | 備考                                                                        |
| --------------------------------------------------------------------------- | --------------------------------------------------------------------------- | --------------------------------------------------------------------------- | --------------------------------------------------------------------------- | --------------------------------------------------------------------------- | --------------------------------------------------------------------------- | --------------------------------------------------------------------------- |
| 1                                                                           |                                                                             | 中村順行                                                                    | 2014年4月1日                                                                | （現職）                                                                    | 静岡県農林技術研究所茶業研究センターセンター長                              |                                                                             |

## 在籍した人物
附属茶学総合研究センターに在籍した人物を五十音順に記載し、括弧内に在籍時の主要な役職を、ハイフン以降にはそれ以外の役職を、それぞれ併記した。役職については、現職・元職問わず著名と思しきものを記載しているため、現役でない可能性があることに注意されたい。
- 伊勢村護（客員研究員[3]） - 静岡県立大学食品栄養科学部学部長
- 岩﨑邦彦（研究員[3][5]） - 静岡県立大学大学院経営情報イノベーション研究科附属地域経営研究センターセンター長
- 海野けい子（研究員[5]） - 静岡県立大学薬学部准教授
- 熊澤茂則（副センター長[3]） - 静岡県立大学大学院食品栄養環境科学研究院研究院長
- 小林裕和（研究員[5]） - 静岡県立大学副学長[28]
- 佐野満昭（客員研究員[29]） - 名古屋女子大学家政学部教授
- 下位香代子（副センター長[5]） - 静岡県立大学食品栄養科学部教授
- 中村順行（センター長[3][5][26][30][31]） - 静岡県農林技術研究所茶業研究センターセンター長

### 註釈
1. ↑  静岡県立大学は、2007年に静岡県から静岡県公立大学法人に移管された。